# Скоробогатов, Игорь Константинович
Скоробогатов Игорь Константинович (10 июня 1920, Саратов, РСФСР — 1997, Санкт-Петербург, Российская Федерация) — советский российский живописец, член Санкт-Петербургского Союза художников (до 1992 года — Ленинградской организации Союза художников РСФСР).

## Биография
Скоробогатов Игорь Константинович родился 10 июня 1920 года в Саратове в семье профессионального актёра Константина Скоробогатова. В годы Великой Отечественной войны воевал на Ленинградском фронте. Награждён медалями «За оборону Ленинграда», «За победу над Германией». Демобилизовался в 1945 году в звании сержанта.
В 1945 году поступил на живописный факультет Ленинградского института живописи, скульптуры и архитектуры имени И. Е. Репина, который окончил в 1951 году по мастерской профессора Рудольфа Френца с присвоением квалификации художника живописи. Дипломная работа — картина «В колхозе».
С 1952 года участвовал в выставках, экспонируя свои работы вместе с произведениями ведущих мастеров изобразительного искусства Ленинграда. Наибольшую известность получил как живописец-анималист. Писал также жанровые и батальные композиции, портреты, пейзажи. Заслуженный художник Российской Федерации. Автор картин «Пограничники», «Портрет народного артиста СССР К. Скоробогатова» (отца художника), «Конёк вороной», «Жеребец Анилин», «Боксёр Ерошка» (1965), «Пинчер Лордик» (1970) и других.
Скончался в Санкт-Петербурге в 1997 году. 
Произведения И. К. Скоробогатова находятся в Государственном Русском музее, в музеях и частных собраниях в России, Великобритании, Франции, Японии и других странах.

## Выставки
- 1954 год (Ленинград): Весенняя выставка произведений ленинградских художников.
- 1956 год (Ленинград): Осенняя выставка произведений ленинградских художников.
- 1957 год (Ленинград): 1917 - 1957. Выставка произведений ленинградских художников.
- 1958 год (Ленинград): Осенняя выставка произведений ленинградских художников.
- 1960 год (Ленинград): Выставка произведений ленинградских художников.
- 1961 год (Ленинград): «Выставка произведений ленинградских художников» .
- 1962 год (Ленинград): "Осенняя выставка произведений ленинградских художников".
- 1964 год (Ленинград): Ленинград. Зональная выставка.
- 1965 год (Ленинград): Весенняя выставка произведений ленинградских художников.
- 1974 год (Ленинград): Весенняя выставка произведений ленинградских художников.
- 1975 год (Ленинград): Наш современник. Зональная выставка произведений ленинградских художников.
- 1978 год (Ленинград): Выставка произведений художников - ветеранов Великой Отечественной войны и других ленинградских живописцев.
- 1978 год (Ленинград): Осенняя выставка произведений ленинградских художников.
- 1980 год (Ленинград): Зональная выставка произведений ленинградских художников.
- 1981 год (Ленинград): Выставка произведений художников - ветеранов Великой Отечественной войны и других ленинградских живописцев.
- 1984 год (Ленинград): Подвигу Ленинграда посвящается. Выставка произведений ленинградских художников, посвящённая 40-летию полного освобождения Ленинграда от вражеской блокады.
- 1987 год (Ленинград): Выставка произведений художников - ветеранов Великой Отечественной войны.